# Zeittafel der Bahai-Religion
Diese Zeittafel der Bahai-Religion stellt wichtige Ereignisse in der Bahai-Geschichte chronologisch dar.

## Schaichi-Periode
| Jahr      | Ereignis |
| --------- | --- |
| 1753      | Scheich Ahmad al-Ahsā'ī wird in der historischen Region al-Hasa im heutigen östlichen Saudi-Arabien geboren. |
| 1793      | Sayyid Kāzim Raschti wird in der nordiranischen Stadt Rascht geboren. |
| 1795      | Der Schaichismus wird durch Scheich Ahmad al-Ahsā'ī begründet. |
| 1817      | Mirza Husayn-Ali Nuri (Baha’u’llah) wird am 12. November in Teheran, Persien, geboren. |
| 1819      | Siyyid Ali Muhammad Shirazi (später „der Bab“ genannt) wird am 20. Oktober in Schiraz, Persien, geboren. |
| 1826      | Scheich Ahmad al-Ahsā'ī stirbt. Zuvor ernennt er Sayyid Kāzim Raschti zum Führer der Schaichis. |
| 1843/1844 | Sayyid Kāzim Raschti stirbt zwischen dem 31. Dezember und dem 2. Januar. Seine Anhänger beginnen mit der Suche des Mahdi bzw. Qa’im. Mullah Husayn trifft bei seiner Suche auf den Bab und sieht in ihm den Mahdi. |

## Babi-Periode
| Jahr | Ereignis |
| ---- | --- |
| 1844 | Der Bab offenbart sich gegenüber Mulla Husayn (Babu’l Bab) als Mahdi und verkündet ihm in der Nacht vom 22. auf den 23. Mai seine Sendung, welcher daraufhin sein erster Anhänger wird. In der gleichen Nacht wird Abbas Effendi (Abdul-Baha) geboren. Offenbarung des Qayyumu’l-Asma und der „Sieben Beweise“ (Dala’i-i-Sab’ih). Alle Buchstaben des Lebendigen bekennen sich zum neu gegründeten Babismus. Der Bab begibt sich auf die Pilgerreise nach Mekka im Osmanischen Reich (Anfang September) und erklärt dort seine Sendung öffentlich (Dezember). |
| 1845 | Mulla Ali Bastami, dem Sendboten des Bab im Irak, wird am 13. Januar der Prozess gemacht. Der Bab gibt das geplante Treffen mit seinen Anhängern in Kerbela, Osmanisches Reich, auf und nach zweimonatigen Aufenthalt in Maskat, Oman, kehrt er nach Persien zurück. In Schiraz beginnen die ersten Übergriffe auf die Babis. Nach seiner Rückkehr nach Schiraz wird der Bab inhaftiert (Anfang Juli) und unter Druck gesetzt seine Sendung zu verleugnen, was er jedoch ablehnt. Sayyid Yaha Darabi (Vahid) und Mulla Muhammad-Ali Zanjani (Hujjat) werden Babi. Qurrat al-ʿAin errichtet in Kerbela ein bedeutendes Zentrum der Babi. |
| 1846 | Der Bab flieht am 23. September aus Schiraz nach Isfahan, Persien, wo er von Manuchihr Khan, dem dortigen Statthalter, freundlich empfangen wird. |
| 1847 | Nach dem Tod von Manuchihr Khan am 21. Februar wird der Bab gefangen genommen und nach Kulayn, Persien, deportiert (März bis April) und von dort in das Festungsgefängnis von Maku, Persien, gebracht (Juli), wo er mit der Abfassung der „Erklärung“ (Bayan) beginnt. Tahirih wird aus dem Osmanischen Reich ausgewiesen (März) und reist langsam in die Provinz Qazvin. Die Ermordung von Mulla Muhammad Taqi Baraghani zwischen August und September wird Tahirih, seiner Nichte, angelastet und sie flieht daraufhin nach Teheran. Die ersten systematischen Morde an Babis geschehen in Qazvin. |
| 1848 | Babu’l Bab reist nach Maku, um dort den Bab zu treffen (März). Danach besucht er Mulla Muhammad Ali-i-Barfurushi (Quddus) in Barfurush, Persien. Danach kehrt er nach Maschhad, Persien, zurück. Der Bab wird in die Festung von Chihriq verlegt, wo er von April bis Mai inhaftiert bleibt. Während eines öffentlichen Verhörs zwischen Juli und August in Täbris, Persien, beansprucht der Bab der Qa’im zu sein. Im August verfasst der Bab das „Buch der Namen“ (Kitab-i-Asma). Eine größere Gruppe von Babi trifft sich auf der Konferenz von Badasht (Juni), Quddus wird danach inhaftiert. Babu’l Bab beginnt seinen Marsch von Maschhad nach Barfurush mit der Schwarzen Standarte mit einem wachsenden Gefolge, um damit eine messianische schiitische Tradition zu erfüllen. Als sie am 10. Oktober Barfurush betreten, werden sie angegriffen, woraufhin sie sich in den Schrein von Shaykh Ahmad ibn Abi Talib Tabarsi am 12. Oktober zurückziehen und diesen befestigten. Andere Babi, darunter Quddus, schließen sich ihnen am 20. Oktober an. |
| 1849 | Babu’l Bab kommt während des Tabarsi-Konfliktes am 2. Februar ums Leben. Der Konflikt endet, obwohl die Babi in Anzahl, Ausbildung und Ausrüstung weit unterlegen sind, mit einer Waffenruhe am 10. Mai, dennoch werden die Babi beim Abzug niedergemetzelt. Quddus wird gefangen genommen, nach Barfurush verbracht und dort gefoltert und ermordet. |
| 1850 | Der Bab verfasst im März und April das Kitab-i-panj sha'n und wird am 9. Juli in Tabriz öffentlich hingerichtet. |
| 1852 | Verzweifelte Babis versuchen am 15. August Naser ad-Din Schah zu töten, welcher Baha’u’llah gefangen nehmen und mehrere tausend Babi, darunter Táhirih und Siyyid Husayn-i-Yazdi, hinrichten lässt. |

## Bahai-Periode
| Jahr      | Ereignis |
| --------- | --- |
| 1852      | Während seiner viermonatigen Haft im Syah-Chal („Schwarzes Loch“) in Teheran vertraut Baha’u’llah einem Besucher an, dass er der vom Bab angekündigte nächste Offenbarer Gottes „für dieses Zeitalter“ sei (Zwischen September und Dezember). Im gleichen Jahr wird Mirza Muhammad Ali als Sohn Fatimihs und Baha’u’llahs in Bagdad geboren.                                                                                               |
| 1853      | Am 12. Januar wird er mit seiner Familie von Teheran nach Bagdad im Osmanischen Reich verbannt. |
| 1854      | Baha’u’llah zieht sich am 10. April in die Berge Kurdistans nahe Sulaimaniyya zurück, nachdem der Konflikt mit seinem Halbbruder Mirza Yahya eskaliert war. |
| 1856      | Baha’u’llah kehrt auf die Bitte Abdul-Bahas hin nach Bagdad zurück. |
| 1857      | Baha’u’llah verfasst die Verborgenen Worte und die Vier Täler. |
| 1860      | Baha’u’llah verfasst die Sieben Täler. |
| 1861      | Baha’u’llah verfasst Ende 1861 oder Anfang 1862 das Buch der Gewissheit in zwei Tagen und Nächten. |
| 1862      | Der persische Botschafter bittet am 10. Mai die Osmanen, die Babi weiter weg von der persischen Grenze zu schicken. |
| 1863      | Baha’u’llah erklärt sich am 21. April im Garten Ridvan am Vorabend seines Exils in Istanbul in Bagdad selber zu „dem, den Gott offenbaren wird“. Am 12. Dezember reist Baha’u’llah ins Haft-Exil nach Edirne, nachdem er vier Monate in Istanbul verbracht hat. |
| 1865      | Baha’u’llah verfasst die Tafel von Ahmad und Arthur de Gobineau veröffentlicht ein Buch auf Französisch, in welchem er die Bahai-Religion beschreibt. |
| 1867      | Baha’u’llah beginnt die Arbeiten an seinen Werken der Tafel an die Könige und dem Kitab-i-Badi. |
| 1868      | Baha’u’llah und eine größere Gruppe seiner Anhänger werden am 5. August zur osmanischen Strafkolonie Akkon in Palästina im heutigen Israel geschickt, welches sie am 31. August erreichen. |
| 1869      | Baha’u’llah schickt einen Brief an den persischen Schah Nāser ad-Dīn, wobei der Überbringer stirbt. |
| 1870      | Mirza Mihdi stirbt am 23. Juni, als er in eine Dachluke fällt. |
| 1873      | Baha’u’llah verfasst den Kitab-i-Aqdas. |
| 1886      | Asiyih Khanum Navvab stirbt. |
| 1889      | Edward Granville Browne erwähnt am 25. Februar die Bahai-Religion in Akademischen Reden und Schriften im Vereinigten Königreich. |
| 1892      | Kurz vor seinem Tod verfasst Baha’u’llah den Brief an den Sohn des Wolfes. Am 29. Mai stirbt Baha’u’llah und sein sterblicher Leichnam wird im Schrein Baha’u’llahs, in der Nähe seines letzten Aufenthaltes im Landhaus Bahji, beigesetzt. In seinem Testament bestimmt er Abdul-Baha zum Ausleger seiner Schriften. |
| 1893      | Die Bahai-Religion ist erstmals beim Weltparlament der Religionen in Chicago in den Vereinigten Staaten vom 23. September vertreten. |
| 1897      | Shoghi Effendi, der Enkel Abdul-Bahas und Urenkel Baha’u’llahs, wird am 1. März in Akkon geboren. |
| 1898      | Die ersten westlichen Pilger erreichen Akkon, darunter sind Phoebe Hearst und der erste Afroamerikanische Bahai Robert Turner. |
| 1901      | Der Grundstein für das erste Haus der Andacht wird in Aşgabat in Turkmenistan, damals Russisches Reich, gelegt. |
| 1903      | Über 100 Bahais werden bei der ersten Verfolgung der Bahai des 20. Jahrhunderts in Yazd im Iran getötet. |
| 1908      | Abdul-Baha erhält im September im Alter von 64 Jahren infolge der Jungtürkischen Revolution seine Freiheit wieder. |
| 1909      | Abdul-Baha veranlasst, dass die leiblichen Überreste des Bab am 21. März in den Schrein des Bab überführt werden. |
| 1910      | Abdul-Baha erreicht im August Ägypten und kehrt sechs Monate später nach Haifa zurück. Am 8. August wird Mary Maxwell, später als Ruhiyyih Khanum bekannt, in New York City geboren. |
| 1911      | Abdul-Baha reist von August bis Dezember durch Europa und besucht unter anderem London, Bristol und Paris. Bei seiner Europa-Reise hält Abdul-Baha am 10. September seine erste öffentliche Ansprache im Stadt-Tempel Londons, welche von Wellesley Tudor Pole ins Englische übersetzt werden, und die Ansprachen in Paris, welche von Laura Clifford Barney und ihrem Ehemann Hippolyte Dreyfus-Barney ins Französische übersetzt werden. |
| 1912      | Abdul-Baha erreicht auf seiner Reise durch die Vereinigten Staaten am 11. April New York City. Auf dieser Rundreise legt Abdu’l Baha den Grundstein zum Haus der Andacht in Wilmette, Illinois. Am 5. Dezember kehrt Abdu’l Baha von seiner Rundreise durch die Vereinigten Staaten nach Europa zurück. |
| 1916      | Abdul-Baha verfasst die ersten acht der 14 Sendschreiben zum Göttlichen Plan. |
| 1917      | Abdul-Baha verfasst die letzten sechs Tafeln des Göttlichen Plans. |
| 1920      | Abdul-Baha wird als Anerkennung seiner humanitären Verdienste während der Kriegsjahre am 27. April zum Ritter des Britischen Empires geschlagen. |
| 1921      | Abdul-Baha stirbt am 28. November in Haifa. In seinem Testament ernennt er Shoghi Effendi zum Hüter des Glaubens. |
| 1932      | Baha’u’llahs Tochter Bahiyyih stirbt am 15. Juli. |
| 1935      | Shoghi Effendi übersetzt die Ährenlese aus dem arabischen und persischen ins Englische. |
| 1937      | Mirza Muhammad Ali stirbt, Shoghi Effendi veröffentlicht das „Sendschreiben zum Göttlichen Plan“ und heiratet Mary Maxwell, eine Tochter eines bekannten Kanadischen Bahai, welche später als Ruhiyyih Khanum bekannt wird. |
| 1944      | Shoghi Effendi veröffentlicht das Buch Gott geht vorüber um den 100. Jahrestag der Offenbarung Baha’u’llahs zu würdigen. |
| 1951      | Elf vollständige Nationale Geistige Räte existieren weltweit und Shoghi Effendi ernennt 32 Bahai zu den „Händen der Sache Gottes“. Im gleichen Jahr gründet Shoghi Effendi den Internationalen Bahai-Rat, den Vorläufer des Hauses der Gerechtigkeit. |
| 1953      | Shoghi Effendi erstellt den Zehn-Jahres-Plan, das nordamerikanische Haus der Andacht in Wilmette bei Chicago in Illinois wird eröffnet und der Schrein des Bab wird fertig gestellt. |
| 1957      | Shoghi Effendi stirbt am 4. November ohne Kinder oder ohne einen Nachfolger ernannt zu haben. Die Hüter des Glaubens, welche sich aus 27 Händen der Sache Gottes zusammensetzen, übernehmen den Zehn-Jahres-Plan und gründen das Haus der Gerechtigkeit. |
| 1963      | Der erste Bahai-Welt-Kongress findet am 21. April in London statt. Die ersten Mitglieder des Hauses der Gerechtigkeit werden von Vertretern aus 56 Nationalen Geistigen Räten in Haifa gewählt und nehmen ihre Arbeit auf. Damit endet der Zehn-Jahres-Plan und die Hundertjahrfeier der Erklärung Baha’u’llahs im Garten Ridvan. |
| 1979      | Die „Islamische Revolution“ im Iran führt zu einer jahrelangen Verfolgung der Bahai mit über 200 getöteten Bahai bis heute. |
| 1983      | Das Haus der Gerechtigkeit bezieht am 31. Januar seinen Sitz in Haifa, Israel. |
| 1985      | Das Haus der Gerechtigkeit veröffentlicht im Oktober Die Voraussetzungen für den Weltfrieden. |
| 1986      | Das indische Haus der Andacht, bekannt als „Lotustempel“, wird am 24. Dezember in Delhi eröffnet. |
| 1992      | Mit dem 100. Todestag Baha’u’llahs am 21. April beginnt für die Bahai ein Heiliges Jahr. Im gleichen Jahr findet vom 22. bis zum 26. November der zweite „Bahai-Welt-Kongress“ in New York statt. |
| 1993      | Veröffentlichung der englischen Ausgabe des Kitab-i-Aqdas am 21. März. |
| 2000      | Ruhiyyih Khanum stirbt am 19. Januar. Sie war das letzte lebende Mitglied aus der Familie Baha’u’llahs, die treu zu Shoghi Effendi und dem Universalen Haus hielt. |
| 2001      | Die Terrassen im Bahai-Weltzentrum werden vervollständigt. Weltweit gibt es 182 Nationale Geistige Räte, welche die meisten der weltweiten Bahai vertreten. |
| 2006      | Die „Islamische Regierung“ des Iran verabschiedet am 20. März Gesetze, welche nach Aussage der Vereinten Nationen den Nürnberger Gesetzen nahekommen. Im gleichen Jahr verabschiedet die ägyptische Regierung Gesetze, welche die Rechte der Bahai im Land einschränken. |
| 2008      | Das iranische Parlament verabschiedet ein neues Gesetz, das die Abkehr vom Islam mit der Todesstrafe bedroht, wovon vor allem die iranischen Bahai betroffen sind. |
| 2008/2009 | Im Juli wird das Bahai-Weltzentrum zum Weltkulturerbe ernannt. Von November bis März nehmen an 41 regionalen Konferenzen weltweit etwa 60.000 Menschen teil, zu denen das Universale Haus der Gerechtigkeit einlud. |